# نجاد البرعي
نجاد البرعي (16 نوفمبر 1955 -) هو محام وكاتب مصري.

## حياته
ولد نجاد البرعي في 16 نوفمبر 1955 وتخرج من كلية الحقوق جامعة القاهرة عام 1977 وحصل في عام 1981 علي دبلوم الدراسات العليا في القانون الجنائي من الجامعة ذاتها.
- السيرة الذاتية للحقوقي الكبير نجاد البرعي
- نجاد البرعي: أنا "ابن أمه" وهي من شكلت وعيي
- نجاد البرعي: والدتي كانت من أول 5 محاميات في البلد.. ومستوى المحامين انخفض
- نجاد البرعي: قراءاتي الأساسية في الأدب وقرأت أغلب الروايات الأدبية و"باولو كويلو" أكثر من أثر في

علي مدار ما يقرب من خمسين عاماً، عمل نجاد البرعي كمحام مترافع في العديد من القضايا الجنائية الكبرى. وحرر العديد من العقود ذات الصفة الإقليمية والدولية. اهتم بالحقوق والحريات وعرف بدفاعه عن حريات الرأي والتعبير ولسنوات طويلة ظل “البرعي” يعمل من أجل الحق في محاكمات عادلة ومنصفة. تم اختيار البرعي عضوًا في مجلس أمناء الحوار الوطني في مصر، والذي يُعقد بدعوة من رئيس الجمهورية وتحت رعايته. وتم اختياره ممثلاً لحركة حقوق الإنسان في مصر. كما تم اختياره سابقًا عضوًا في المجلس القومي لحقوق الإنسان؛ وعضو اللجنة التي شكلتها الحكومة المصرية لصياغة قانون جديد للمنظمات غير الحكومية
كما شارك “البرعي” كعضو في اللجنة الوزارية لتعديل قانون الجمعيات الاهلية؛ كما شارك بالعمل في الفريق الاستشاري لوزارة العدالة الانتقالية؛ وقدم الكثير من مشروعات القوانين. انتخب أمينا عاماً للمنظمة المصرية لحقوق الانسان  1993، ورئيساً لجماعة تنمية الديمقراطية 1993 – 1996، وأميناً عاماً للشبكة العربية لتنمية الديمقراطية 1997 – 2000 له أكثر من ثلاثين مؤلفاً في القانون وتطبيقاته، شارك أيضا في تقديم أوراق عمل قانونية في العديد من المؤتمرات الدولية والإقليمية ” البرعي ” عمل ايضاً محاضر لمادة ” النظم الانتخابية ” في دبلوم ” في دبلوم الدراسات البرلمانية بكلية الاقتصاد والعلوم السياسية بجامعة القاهرة.
لعب البرعي العديد من الأدوار استنادًا إلى ما لديه من الخبرات والبحوث في المجالات القانونية والبحثية والإدارية والاستشارية والإرشادية المختلفة في مجال حقوق الإنسان وقوانين ونظم المجتمع المدني والنوع الاجتماعي والفضاءات المدنية والدعوة لحرية الرأي والتعبير.
البرعي لديه خبرة واسعة في الدفاع عن الفضاء المدني والدعوة من خلال الإصلاح القانوني في مصر، وقد كان المحامي الرئيسي وناضل من أجل فتح الفضاء المدني في مصر من خلال الدفاع عن العديد من المتهمين في القضية رقم 173 لسنة 2011، والتي سُجن فيها مئات من نشطاء حقوق الإنسان العاملين في مؤسسات حقوقية أجنبية ومصرية وصادرت أموالهم. وتمكن من الحصول على أحكام بالبراءة أو بعدم وجود سبب لرفع دعاوى جنائية للعديد من هؤلاء النشطاء.
شارك البرعي في صياغة عشرات مشاريع القوانين، بما في ذلك مشاريع قوانين للمجتمع المدني ومناهضة التعذيب؛ كما شارك في وضع استراتيجية وطنية لمناهضة التعذيب في مصر؛ لديه العديد من المساهمات في مجال حرية الرأي والتعبير في العالم العربي بما في ذلك الجوانب القانونية، والممارسات الصحفية، واتجاهات القضاء في الاحكام المتعلقة بجرائم النشر وصولا إلى   دراسة الاحتياجات التدريبية والتشريعية للصحفيين والإعلاميين في خمس دول عربية؛ بالإضافة إلى مشاركته في مناقشة الإستراتيجية الوطنية لحقوق الإنسان في مصر.
ألف البرعي أكثر من ثلاثين كتابًا حول قضايا حقوق الإنسان، وتطور الديمقراطية، وضمان حرية المجتمع المدني في العمل، وحوكمة المؤسسات المدنية، كما اعد مئات الأوراق البحثية، كما شارك في إدارة مشاريع بدعم من عشرات المؤسسات في الولايات المتحدة وأوروبا.
_______________________________________________________________________________
المناصب
- محامٍ بالنقض والمحكمة الدستورية العليا (1987 – حتى الآن)
- شريك مؤسس – المجموعة المتحدة، محامون ومستشارون قانونيون (2000 – حتى الآن)[4]
- عضو مجلس الأمناء – الحوار الوطني المصري (2022 – حتى الآن)
- عضو المجلس القومي لحقوق الإنسان (2013 – 2014)
- عضو – لجنة صياغة قانون الجمعيات الأهلية، وزارة التضامن الاجتماعي (2013)
- محاضر في النظم الانتخابية – كلية الاقتصاد والعلوم السياسية، جامعة القاهرة (2007 – 2009)
- الأمين العام – الشبكة العربية للتنمية الديمقراطية (1998 – 2000)
- المدير العام – مجموعة التنمية الديمقراطية (1994 – 2000)

1. ↑  "معلومات عن نجاد البرعي على موقع viaf.org". viaf.org. مؤرشف من الأصل في 2021-05-10.
2. ↑  "معلومات عن نجاد البرعي على موقع id.loc.gov". id.loc.gov. مؤرشف من الأصل في 2021-05-10.
3. ↑  "معلومات عن نجاد البرعي على موقع d-nb.info". d-nb.info. مؤرشف من الأصل في 2021-05-10.
4. ↑  "عن المجموعة – United Group". اطلع عليه بتاريخ 2025-03-12.

- الأمين العام – المنظمة المصرية لحقوق الإنسان (1992 – 1994)
- أمين صندوق – المنظمة المصرية لحقوق الإنسان (1986 – 1992)

_______________________________________________________________________________

### حوارات ومداخلات
قانون الاجراءات الجنائية
- حوار حول قانون الاجراءات الجنائية

- "خلّى المحامي طيشة.. ولم يستجب لطلبات السيسي": نجاد البرعي عن مشروع قانون الإجراءات الجنائية

الاستراتيجية الوطنية لحقوق الإنسان
- الاسترتيجية الوطنية لحقوق الإنسان

الحوار الوطني
- نجاد البرعي عضو مجلس أمناء الحوار الوطني: مجرد انعقاد الحوار الوطني في حد ذاته نجاح

- نجاد البرعي عضو مجلس أمناء الحوار الوطني يكشف عن رؤيته للحوار الوطني

مخرجات الحوار الوطني
- نجاد البرعي يكشف عن معايير واستراتيجية حقوق الإنسان الى أي مدى من خلال الحوار الوطني

- نجاد البرعي يوضح كيفية الوصل الى التوافق في قضايا حقوق الإنسان من خلال الحوار الوطني

- نجاد البرعي: الحوار الوطني غير مقتصر على البعد السياسي فقط بل يناقش كل القضايا

- نجاد البرعي: المنظمات الحقوقية طرحت مشروعات قوانين وحلول لكل ما يشغل المواطن بشأن الحقوق والحريات

موضوعات أخرى
- نجاد البرعي: السياسة لا مبدأ لها وتعتمد على المصلحة بينما حقوق الإنسان تعتمد على الضمير

- هو العمل الحقوقي بيكسب كتير؟.. الحقوقي الكبير نجاد البرعي يرد
- نجاد البرعي: الحركة الحقوقية المصرية كان لها موقفا واضحا ضد الحكومات الغربية الداعمة لدولة الاحتلال

- نجاد البرعي: عشان تشتغل في حقوق الإنسان مضبوط لازم مايبقاش ليك توجه سياسي

- مؤتمر اليوم العالمي لحقوق الانسان | كلمة أ / نجاد البرعي

- عن 25 يناير ونجاحاتها وإخفاقاتها.. نجاد البرعي مع الحرية في تقييم شامل للثورة في الذكرى الرابعة عشرة

## أهم الكتب والدراسات والإسهامات البحثية

### مقترحات لتعديلات دستورية وتشريعية
- نص دستوري مقترح للحق في الوصول للمعلومات
- نص دستوري مقترح حول هوية الدولة
- نص دستوري مقترح للحق في تكوين الجمعيات الاهلية
- انقاذ ما يمكن انقاذة: مقترح لمشروع قانون لمباشرة الحقوق السياسية

### كتب ودراسات وتقارير
- المصريون والدستور
- الفقراء يدفعون الثمن
- متحدون من أجل الحرية
- المال السايب: دور أعضاء المجالس المحلية في اعداد الموازنة العامة
- طوق النجاة
- على مقربة من الحافة: حرية الرأي والتعبير في مصر 2004-2007
- العدالة في خطر
- الإستثمار في المستقبل
- استقلال القضاء في مصر
- الإفلات من العقاب
- المجتمع المدني وحقوق الإنسان في مصر
- ميزانية الأمن والمجتمع المدني
- الدفاع في قضايا التعبير بطريق النشر
- المقصلة والتنور
- القول الفصل: دراسة في اتجاهات القضاء الأردني في قضايا المطبوعات والنشر 2000- 2006
- جرائم الصحافة والنشر
- اصوات مخنوقة: دراسة في التشريعات الإعلامية العربية
- باب على الصحراء

### أدلة تدريبية
- الفتنة نائمة: دليل تدريبي للمدربين على حرية الدين والمعتقد
- الدليل التدريبي للصحفيين على اليات الحماية القانونية
- دليل عمل الشركات المدنية في مجال التنمية